# Халіль Свейлех
Халіль Свейлех (араб. خليل صويلح; 1959, Хасеке) — сирійський поет, прозаїк, журналіст. Лауреат низки літературних та журналістських премій.

## Нагороди та премії
- Naguib Mahfouz Medal for Lierature (2009)
- Arab Journalism Award (2010)
- Sheik Zayed Book Award for Literature (2018)

## Переклади українською
Роман Халіля Свейлеха "Тест на каяття", який отримав премію Шейха Заїда у 2018 році у номінації художньої літератури, перекладено з арабської українською мовою Оксаною Прохорович.